# Distretto di Žlobin
Il distretto di Žlobin (in bielorusso Жлобінскі раён?) è un distretto (raën) della Bielorussia appartenente alla regione di Homel'.